# Contea di Jackson (Oklahoma)
La contea di Jackson (in inglese Jackson County) è una contea dello Stato dell'Oklahoma, negli Stati Uniti. La popolazione al censimento del 2000 era di 28 439 abitanti. Il capoluogo di contea è Altus.